# Prosopocoilus squamilateris squamilateris
Prosopocoilus squamilateris squamilateris es una subespecie de coleóptero de la familia Lucanidae.

## Distribución geográfica
Habita en Borneo.